# Honda RA271
A Honda RA271 egy korábbi Formula–1-es autó, melyet a Honda épített az 1964-es szezonra. A volánnál pedig az amerikai sportkocsi specialista, Ronnie Bucknum foglalhatott helyett. A Honda első Formula–1-es versenyautója az RA271-es azonban nem váltotta be a hozzáfűzött reményeket, így az autó mérlege három futamon két kiesés és egy 13. hely volt csupán.

## Előzmények
A Honda első versenyeit nem négy, hanem két keréken vívta. Miután az Isle of Man TT versenyen és más futamokon elért sikereivel a márka jó hírnévre tett szert, mint világszínvonalú motorkerékpár-gyártó, a Honda lelkesen látott hozzá személyautó-technológiáinak továbbfejlesztéséhez az élsportban, s ezért már a 60-as évek elején tudatosan készült a Formula–1-es szereplésre.
Az izgalmas projekt 1963-ban kezdett alakot ölteni, amikor év végére a Honda 1,5 literes RA270E kísérleti motorját saját fejlesztésű acélcső térvázra építette rá. Ezt az alvázat kizárólag tesztelési célokra építették, mivel egy szerződés értelmében a motort a Lotus-csapat használta a következő szezonban. Ám 1964 februárjában a brit csapat kilépett a projektből, s így a Hondának vagy el kellett volna halasztania belépését a Formula–1-be, vagy saját csapatot létrehozva indítani saját motorját és versenyautóját.

## Tervezés
A Lotus távozása után és a kezdeti haladástól felbátorodva a Honda vállalta a hatalmas kihívást, s úgy döntött, hogy benevez a versenysorozatba. A gyorsan közeledő szezonkezdetre új, RA271E jelű motort készítettek, amely teljesen új, alumínium panelekből készült önhordó kocsiszekrénybe került. Bizonyítva a cég eredeti ötletességét a V12-es motort keresztben építették be.

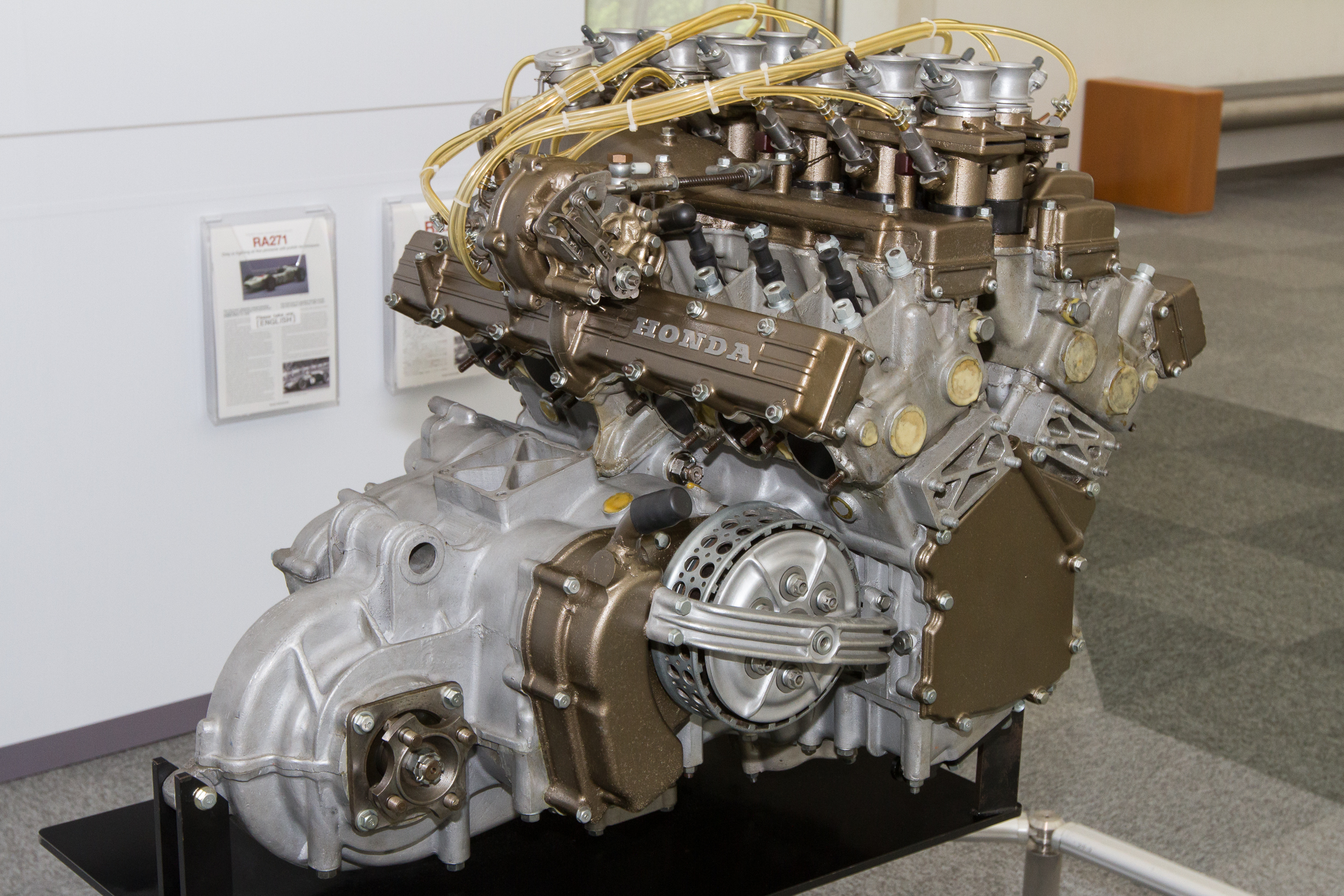
A RA271 motorja.

A RA271-es motorja nagyon innovatív volt és az jórészt a motorkerékpár versenyzés során kifejlesztett technológiáikra épült. A japán mérnökök egy radikális, 1500 köbcentiméteres szívómotort fejlesztettek. A Honda 1495 köbcentis szívómotorja ugyanis egy 60 fokos hengerszögű V12-es motor volt, tűgörgős főtengelycsapágyakkal, amit szokatlan módon a vezető vállai mögött keresztirányban építettek be az autóba, amihez a Honda egy 6 sebességes váltót is tervezett.
A motor dugattyúinak furata 58.1 milliméter, míg annak lökete 47.0 milliméter volt, hengerenként négy szeleppel és két felülfekvő vezérműtengellyel. A V12-es motorjuk pedig végül 11 500-as fordulatszám mellett 220 lóerőre volt képes. Sőt a kis Honda motor még a 14 000-es percenkénti fordulatszám elérésére is biztonsággal képes volt. A Honda mérnökei a motoron kezdetben 12 darab, hengerenként egy Keihin karburátort használtak, majd kicsit később a karburátorokat egy befecskendező rendszer váltotta fel.

## Szezon
Az első Honda Formula–1-es versenyautó a félelmetes, 22 kilométeres Nürburgringen mutatkozott be augusztusban Ronnie Bucknummal a volánja mögött. A RA271-es körönként jött a bokszba, állandóan baj volt vele. Bucknum végül csak azért állhatott rajthoz, mert a szervezők biztosítottak számara egy extra edzéslehetőséget, és csak ekkor sikerült teljesítenie az indulás feltételéül szolgáló öt tréningkört. A fiatal amerikai az első tíz között autózott, amikor a megrongálódott felfüggesztés miatt kiállni kényszerült. A fiatal amerikai sértetlenül megúszta, az autó nem. A japánok ki is hagytak az Osztrák Nagydíjat, mert nem sikerült összerakni időre az autót.  Egy hónappal később az Olasz nagydíjon Bucknum ismét megmutatta, hogy milyen nagy potenciál van az RA271-ben, mert a híres monzai versenypályán az ötödik helyről kényszerült feladni a versenyt túlmelegedés és fékproblémák miatt. Az Amerikai Nagydíjon sem sikerült célba érnie.

## Következmények
Az 1964-ben futott első három Nagydíj tapasztalataiból okulva a Honda mérnökei keményen dolgoztak a szezon szünetében, hogy ellensúlyozzák a négy keréken zajló versenyek tapasztalatainak hiányát. A csapat sikert akart kovácsolni a modern RA271 motor potenciális előnyeiből, hiszen a motor legnagyobb teljesítménye 230 lóerő volt, vagyis több mint tíz százalékkal volt erősebb riválisainál.

## Teljes Formula–1-es eredménylistája
(Táblázat értelmezése)

(Félkövér: pole-pozícióból indult; dőlt: leggyorsabb kört futott) 

| Év   | Konstruktőr         | Motor     | Gumi | Versenyzői     | 1   | 2   | 3   | 4   | 5   | 6   | 7   | 8   | 9   | 10  | Pont | WCC |
| ---- | ------------------- | --------- | ---- | -------------- | --- | --- | --- | --- | --- | --- | --- | --- | --- | --- | ---- | --- |
| 1964 | Honda R & D Company | Honda V12 | D    |                | MON | NED | BEL | FRA | GBR | GER | AUT | ITA | USA | MEX | 0    | NC  |
| 1964 | Honda R & D Company | Honda V12 | D    | Ronnie Bucknum |     |     | WD  |     |     | 13  |     | Ki  | Ki  |     | 0    | NC  |

## Galéria

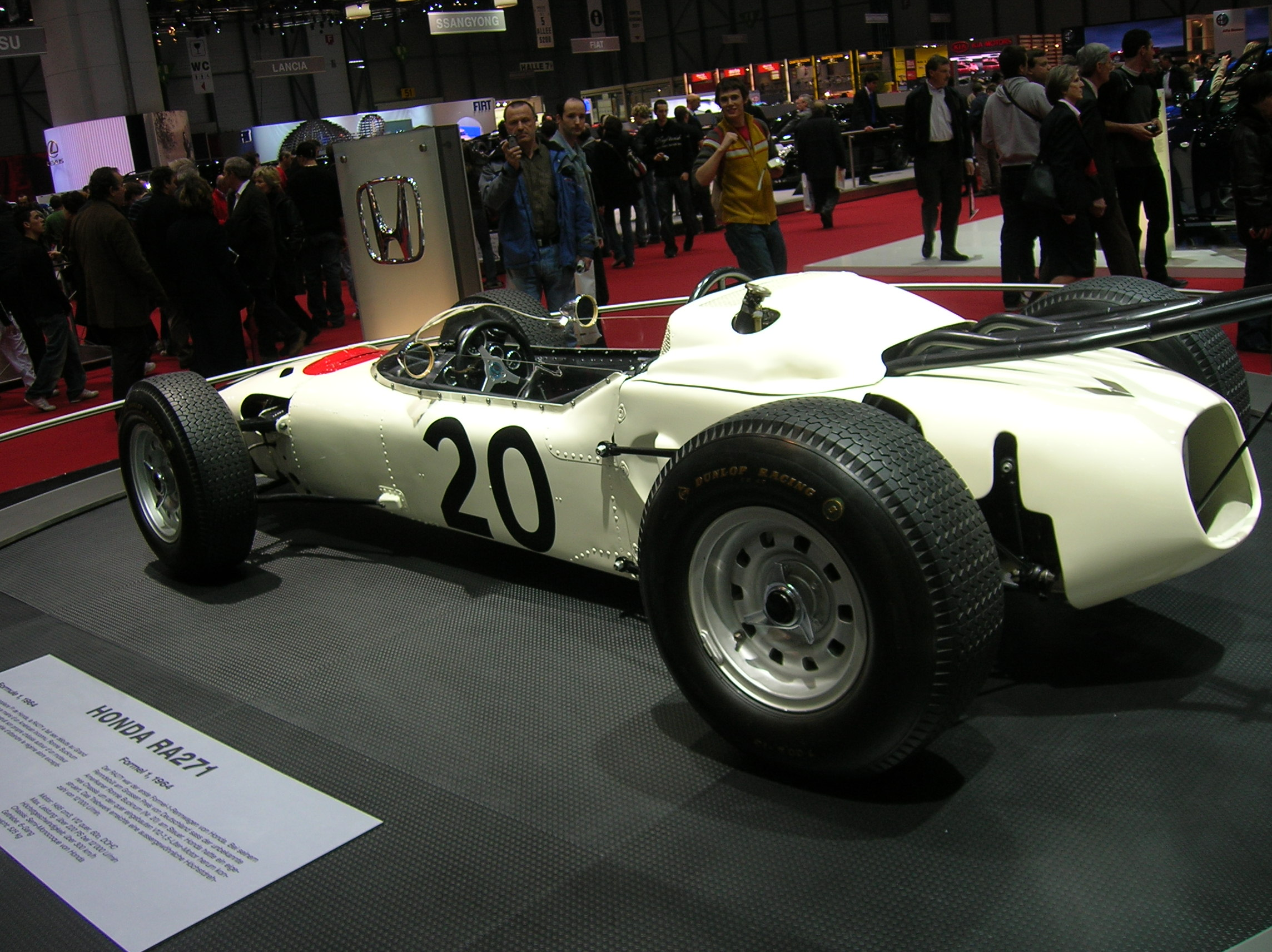
A Honda RA271 a Honda kiállításon.
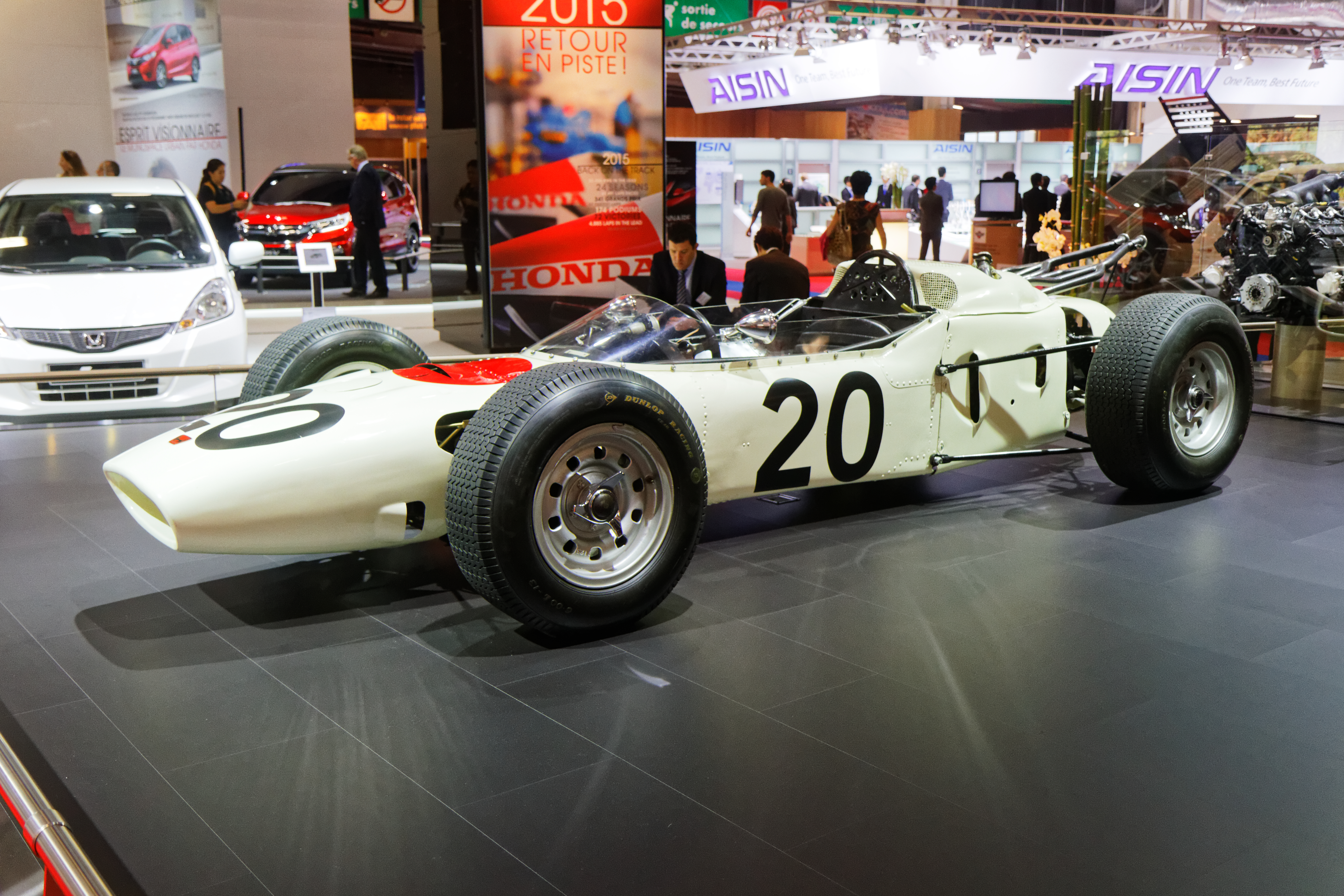
A Honda RA271 a Honda kiállításon.
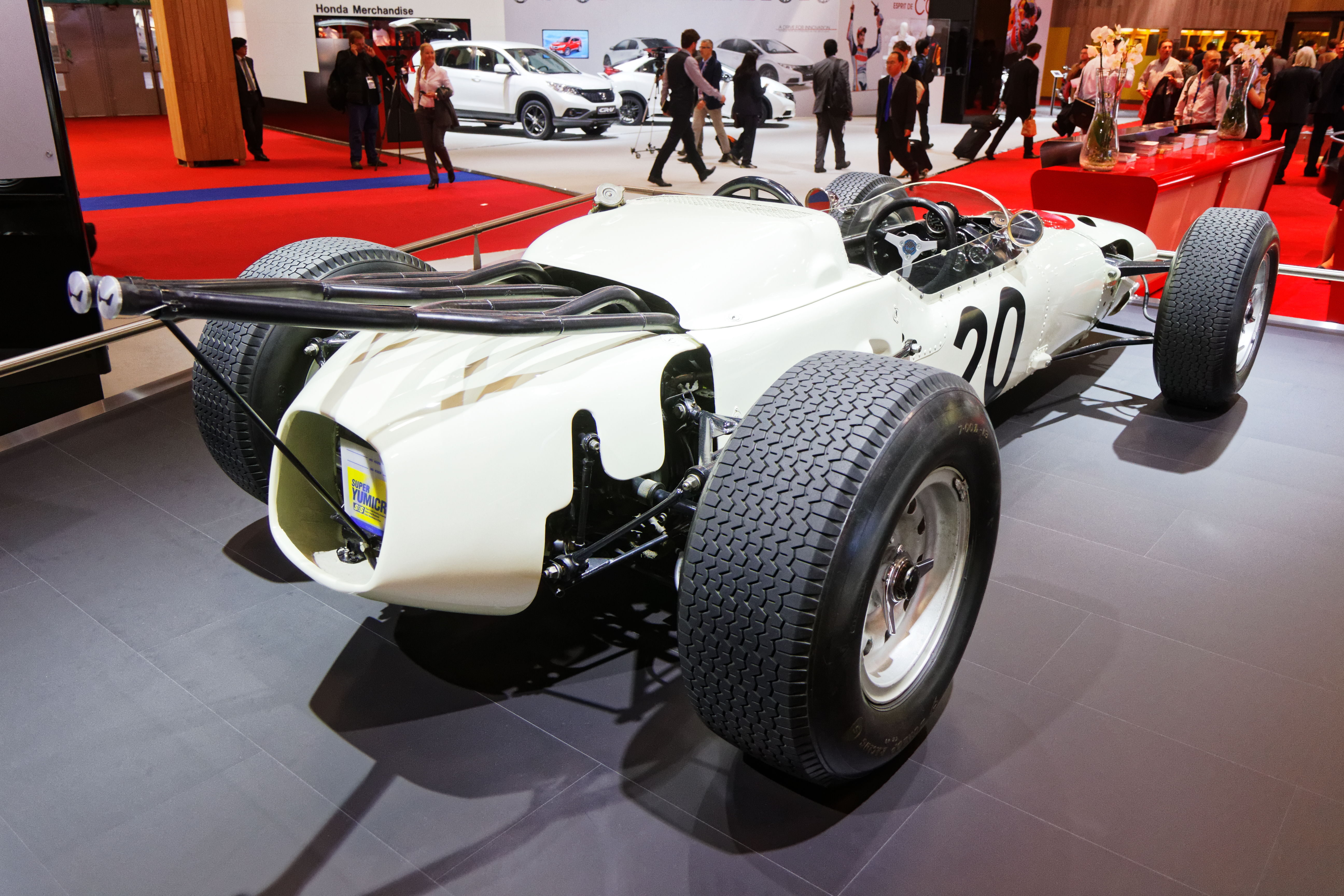
A Honda RA271 a Honda kiállításon.
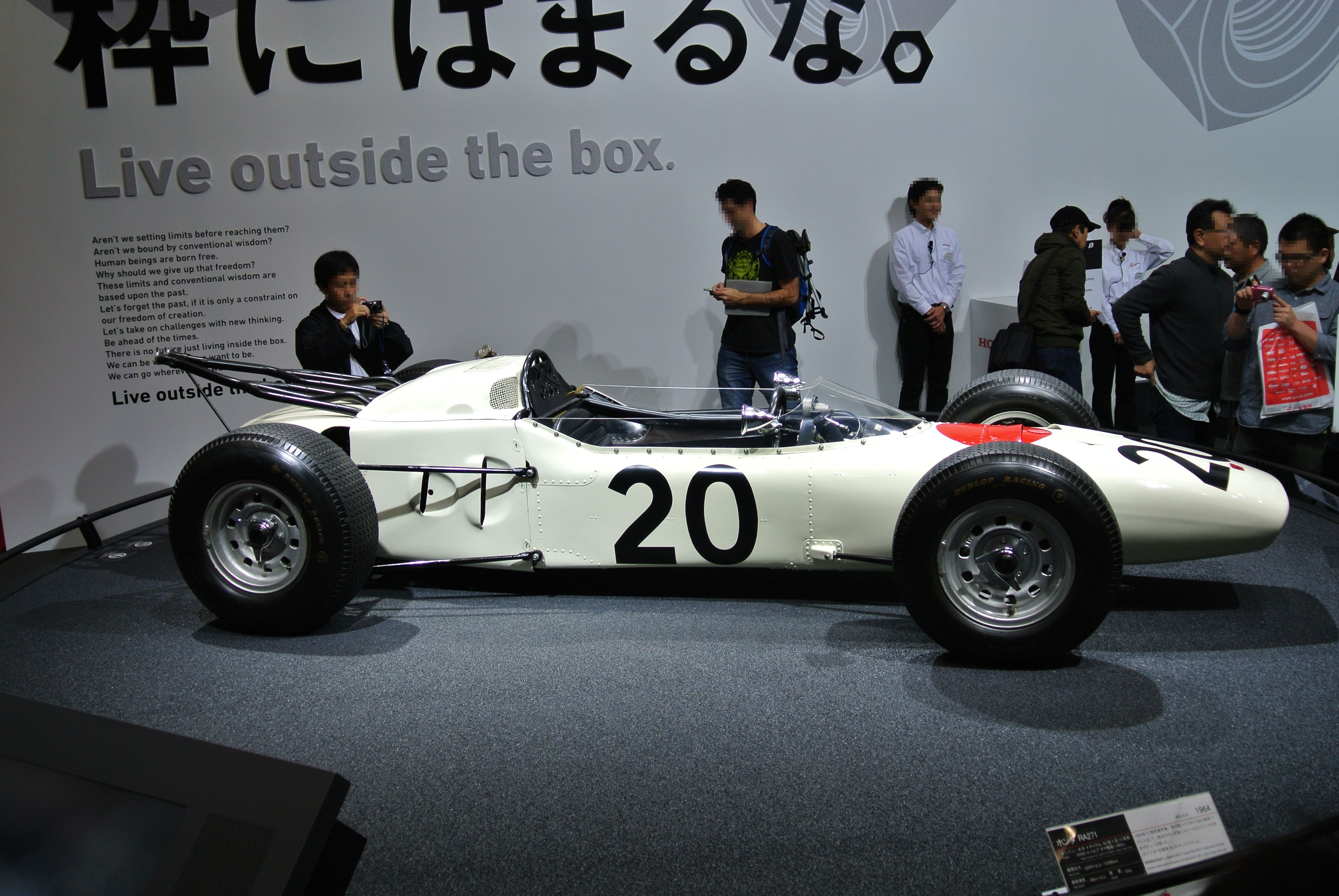
A Honda RA271 a Honda kiállításon.
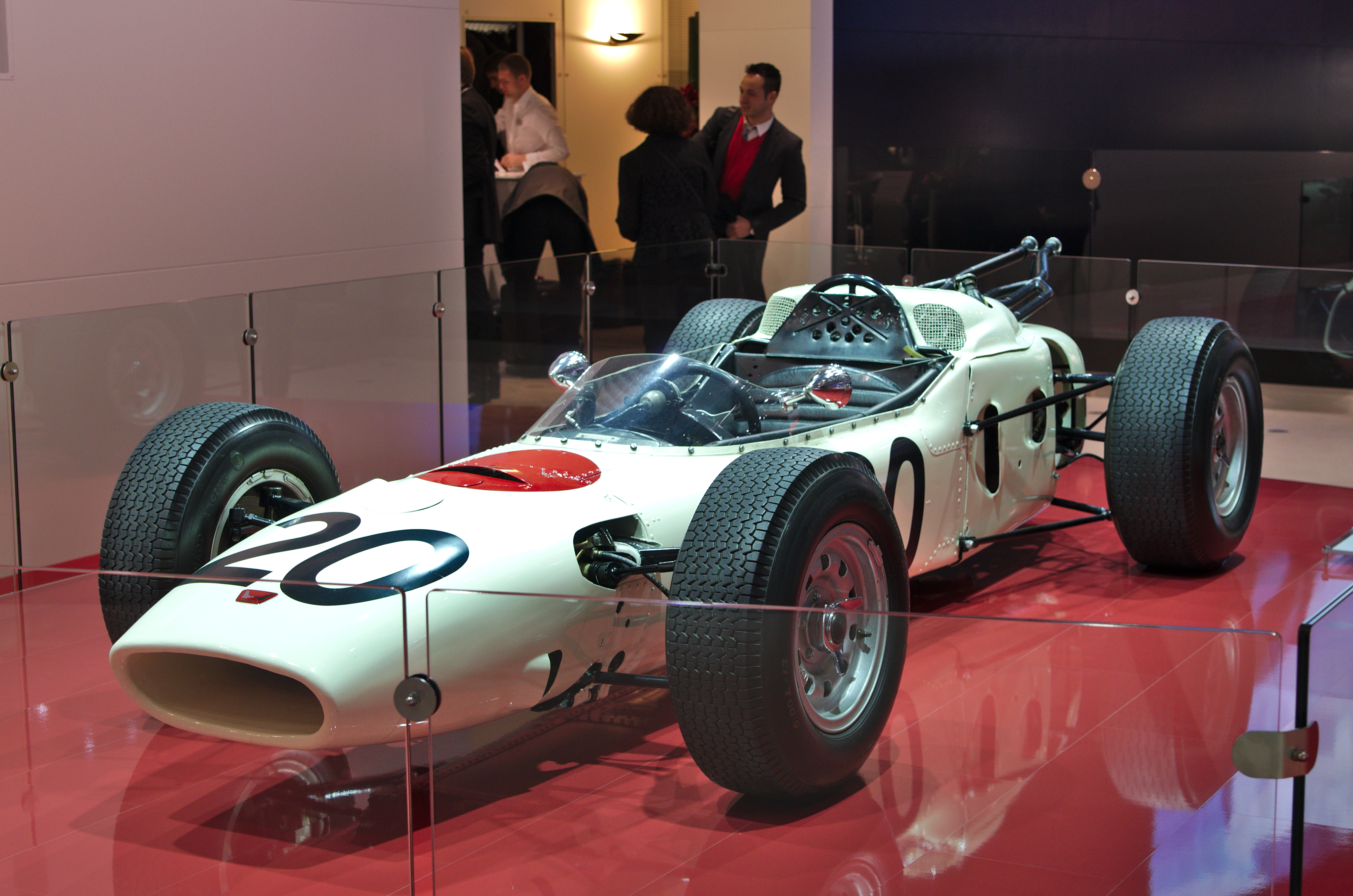
A Honda RA271 a Honda kiállításon.
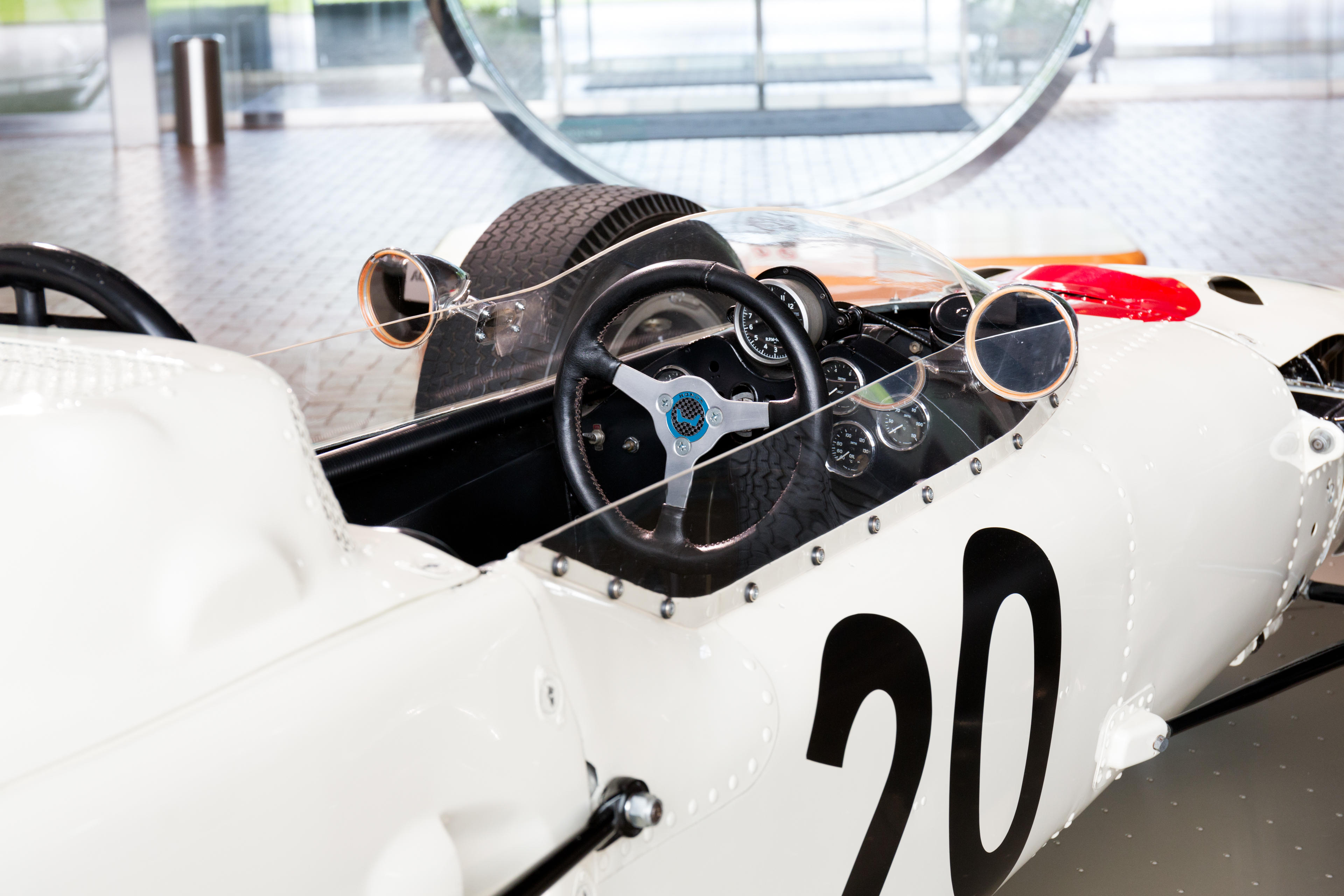
A Honda RA271 a Honda kiállításon.
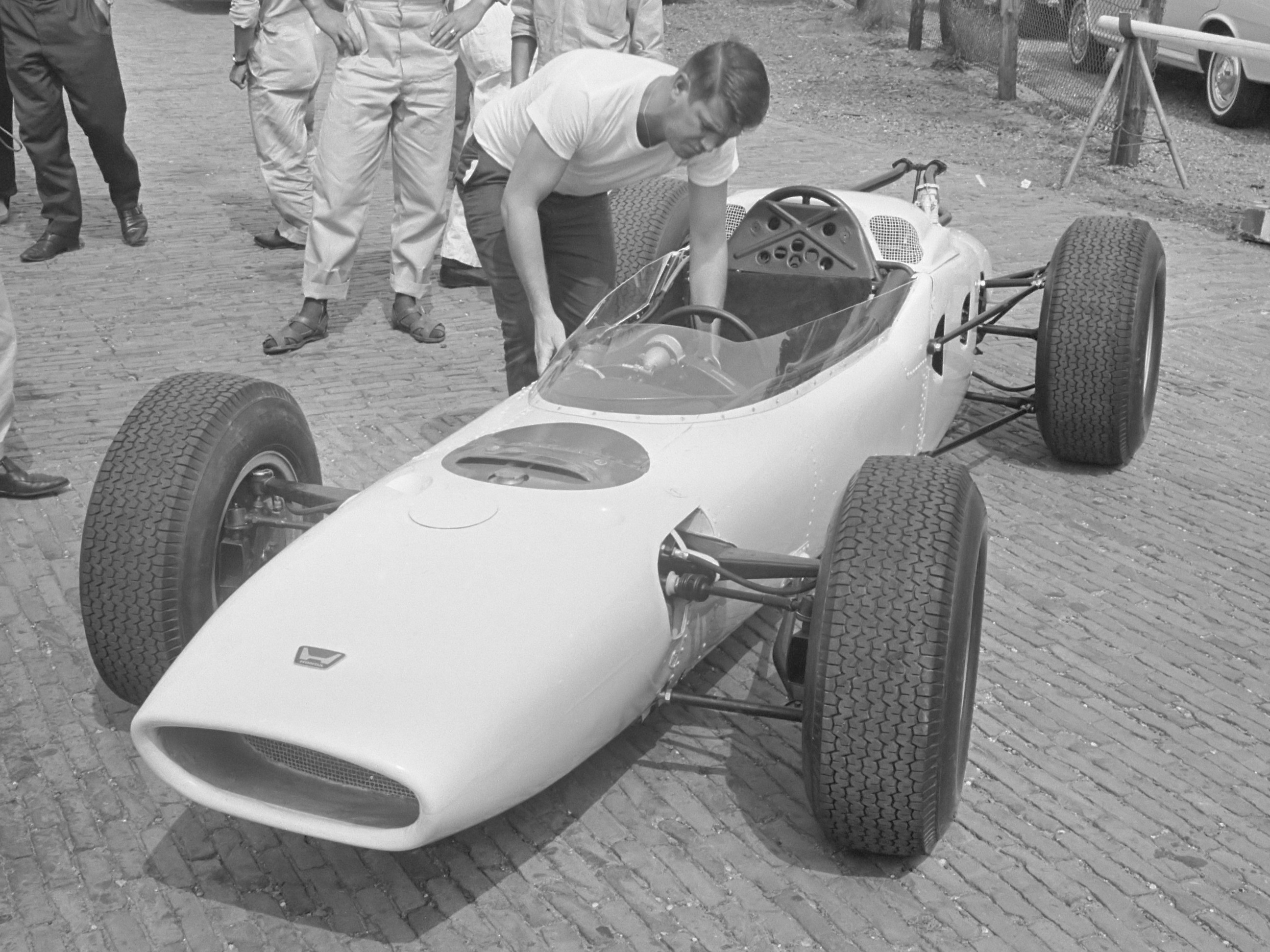
Ronnie Bucknum a Honda RA271 volánja mögött.